# Geniul (film din 1999)
Geniul este un film original Disney Channel.

## Rezumat
Charlie Boyle, un geniu în fizică, dar și un iubitor al hockeyului este plictisit să fie prietenos. E destul de rău că el este în liceu înainte să aibă 14 ani, și ajută un fizician care încearcă să învingă gravitatea. Când era la el, o cunoaște pe Claire Addison: o fată frumoasă, fata unuia dintre antrenorul echipei Northern Lights, care era tutorele lui. Ca să își facă viața așa cum vrea, Charile își face o imagine de băiat rău, Chaz Anthony, care se înscrie la echipa Junior high. Dar să trăiești două vieți este greu, chiar și pentru un geniu.

## Personaje
- Trevor Morgan - Charlie Boyle/Chaz Anthony
- Emmy Rossum - Claire Addison
- Charles Fleischer - Dr. Krickstein
- Yannick Bisson - Mike MacGregor
- Peter Keleghan - Dean Wallace
- Philip Granger - Coach Addison
- Jonathon Whittaker - Tatăl lui Boyle (ca Jonathan Whittaker)
- Patrick Thomas - Odie
- Matthew Koller - Deion
- Chuck Campbell - Hugo Peplo
- Eli Ham - Omar Sullivan
- Darryl Pring - Bear Berczinski